# Блэкаут 77 года
«Блэкаут 77 года» (англ. 77 Blackout) — предстоящий американский художественный фильм режиссёра Кэри Фукунаги. В главных ролях снимутся Махершала Али и Том Харди.

## Сюжет
Пять полицейских планируют в течение одной ночи ограбить три криминальные группировки за одну ночь — гонконгскую триаду, итальянскую мафию и банду Гарлема. Однако в эту ночь происходит авария в энергосистеме Нью-Йорка, вызвавшая массовые беспорядки.

## В ролях
- Махершала Али — Рэй Батлер
- Том Харди — Эдди Бойл

## Производство
В мае 2024 года стало известно, что Кэри Фукунага станет режиссёром фильма «Блэкаут 77 года». Сценарий к нему напишет Фрэнк Джон Хьюз. Главные роли исполнят Махершала Али и Том Харди. 